# Vầu
Vầu hay tre vầu (danh pháp: Bambusa nutans) là một loài thực vật có hoa trong họ Hòa thảo. Loài này được Wall. ex Munro miêu tả khoa học đầu tiên năm 1868.